# 卡瑪普阿阿

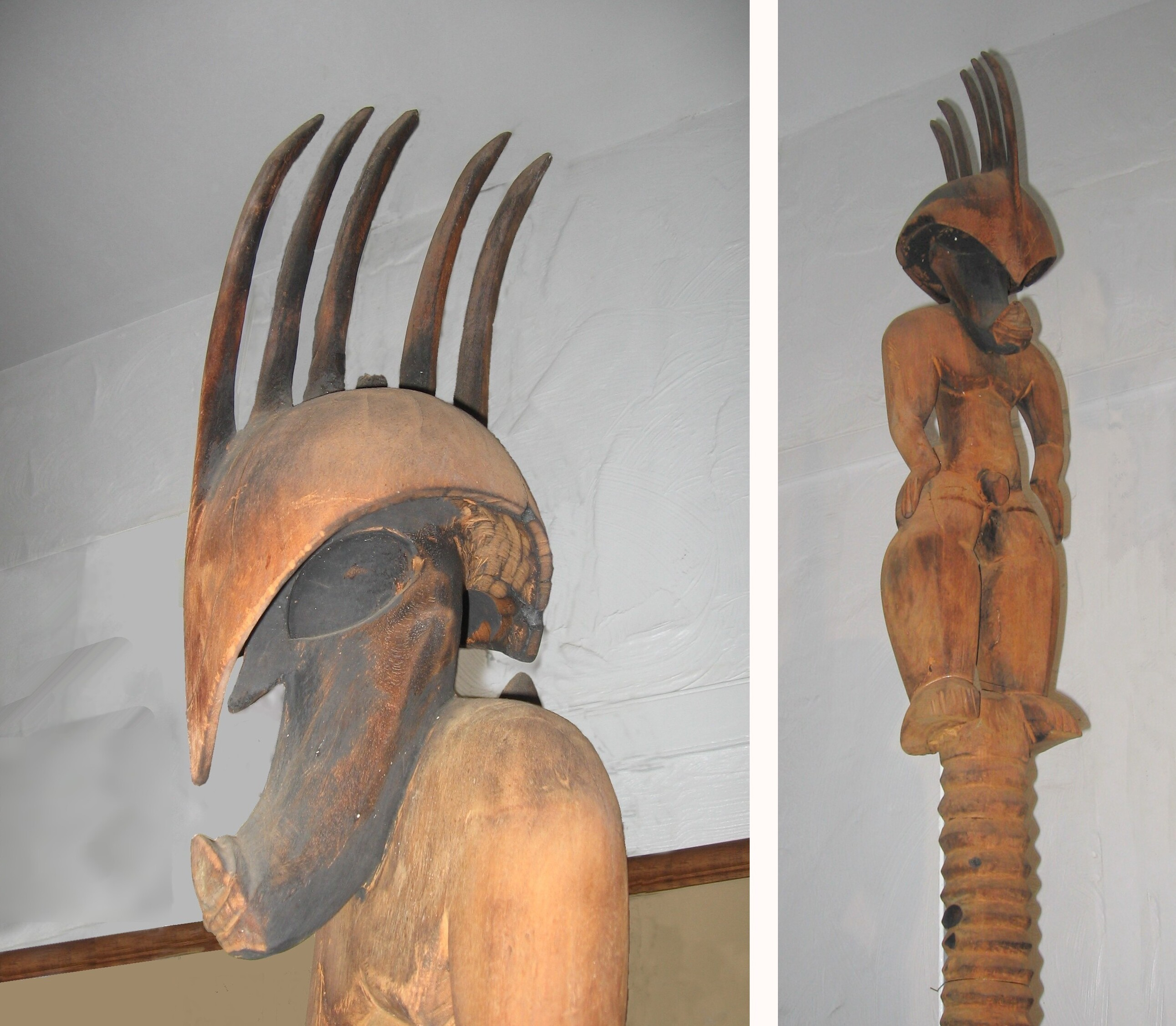
卡瑪普阿阿的木製神像，收藏於貝利屋博物館

卡瑪普阿阿是（Kamapuaʻa）夏威夷及玻里尼西亞神話中的一位神祇，稱為野豬神（他的頭的部分是一頭野豬），也被認為與農神榮奧有關。野豬神由大地女神希娜與卡西基烏拉（Kahikiula）生下，且與茂宜島有著很大的關係。

## 神性
傳說，卡瑪普阿阿能夠變身成為石栗，被視為啟蒙、守護和和平的象徵，另外他還能變成斜帶吻棘魨，傳說他就是以這個型態在海中遨遊，斜帶吻棘魨的夏威夷名稱就是由卡瑪普阿阿演變而來的（Humuhumunukunukuapuaʻa）。
卡瑪普阿阿樂於挑戰，大膽而狂野，讓人連想到獸性，他姦詐、衝動但溫柔，他渴望生活中的美好事物——冒險、愛和任何的感官享受。

## 神話

### 幼年時期
卡瑪普阿阿出生於瓦胡島，根據記載，他有一個兄弟名叫卡希基霍努阿克萊（Kahikihonuakele），還有很多涉及他祖母的故事，他似乎與祖母非常親近，可惜關於他童年的傳說並不多，只知道在成長過程中，卡瑪普阿阿從未被他的繼父奧洛帕納認可，這傷害了卡瑪普阿阿，他希望父親愛他並為他感到驕傲，但奧洛帕納從未表現出任何父愛，反而嘲笑他。卡瑪普阿阿因憤怒而成長，並讓憤怒佔據了他的靈魂，這導致了他常常惡作劇，而且獲得了無賴的名聲。

### 成年時期
卡瑪普阿阿長大後成為一個勇猛、英俊又有才華的男人。他的才華讓奧洛帕納非常生氣，卡瑪普阿阿則因奧洛帕納的忌妒而受傷，他逃往高山上讓自己平靜下來，在那裡他修行並且變得更為強大。下山後他與奧洛帕納進行了許多次的戰鬥，有一次卡瑪普阿阿從奧洛帕納那裡偷了一些雞，奧洛帕納則派出他麾下的戰士追擊。卡瑪普阿阿和他的追隨者展開了反擊，但是他們還是不敵對手而節節敗退。卡瑪普阿阿帶著他的追隨者逃跑，直到他們遇到一道高聳的瀑布，卡瑪普阿阿變成了完整的一頭，擁有四對眼睛的巨豬，他的豬形態攔住了他們所在的卡柳瓦阿河的水。奧洛帕納的部下緊追不捨，當他們終於來到瀑布前方時，卡瑪普阿阿則釋放所有的水，成功淹死了除了奧洛帕納之外的所有人。奧洛帕納逃往懷阿奈，而卡瑪普阿阿最終擊敗並殺死了奧洛帕納。

### 卡瑪普阿阿與石粟
一名男子將他的妻子打死，並將她埋在石粟樹下。卡瑪普阿阿見這個女人是個好人，所以他讓她重獲新生，並且將她的丈夫處死。

### 卡瑪普阿阿與佩蕾
在一次偶然的見面之後，卡瑪普阿阿愛上了火山女神佩蕾，之後他就一直嘗試吸引佩蕾的注意，通常是展現的非常勇猛，或很有男子氣概之類的。儘管其他女神，像是佩蕾的姊妹，非常欣賞他的特質，但佩蕾本人似乎不以為意，甚至還嘲笑他是豬，這讓卡瑪普阿阿非常難過，甚至有幾次他們都打了起來。後來佩蕾的父親想要幫她相親時，不放棄的卡瑪普阿阿決定再次嘗試。見面之後佩蕾不改以前的態度，再次跟野豬神打了起來，佩蕾先是用火焰攻擊他，又將他打入火山口，但卡瑪普阿阿也並非等閒之輩，他用霧和雨水撲滅了大火，又讓野豬到處衝撞亂跑，這場戰鬥非常浩大，甚至波及了夏威夷的許多島嶼。最後眾神決定幫助卡瑪普阿阿，在戰鬥之後佩蕾也愛上野豬神，並同意了這門婚事。他們生下了一個女兒，名叫卡奧瓦凱卡拉尼（Kaʹowakaikalani）。